# Điện Biên Phủ
Dien Bien Phu (Ðiện Biên Phủ) es una ciudad mediana situada al noroeste de Vietnam. Es conocida por ser el escenario de la Batalla de Điện Biên Phủ, entre el Viet Minh y El Cuerpo Expedicionario Francés en Extremo Oriente. La batalla significó el fin de la guerra de Indochina, que desembocaría en la formación de Vietnam del Norte y Vietnam del Sur.
La ciudad tiene una población de 125 000 habitantes. La mayoría no son étnicamente vietnamitas, ya que, al encontrarse en la zona montañosa del interior, está habitada por pueblos de la etnia thai. Un tercio son vietnamitas junto con otros grupos.
Điện Biên Phủ está en el valle Muong Thanh. Es la capital de la provincia de Điện Biên. Está a 35 kilómetros de la frontera de Laos.
Los mayores atractivos turísticos están relacionadas con la batalla: el museo de guerra y el cementerio Viet Minh.

## Historia

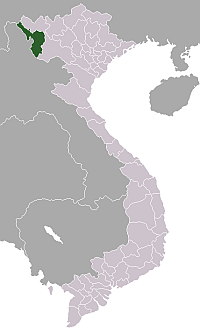
Batalla de Điện Biên Phủ, en la provincia de Điện Biên (en verde).

Cuando al finalizar la Segunda Guerra Mundial los japoneses evacuaron Indochina, Francia buscó restablecer su antigua autoridad de doscientos años sobre sus colonias de Laos, Camboya y Vietnam. Laos y Camboya, aunque de mala gana, habían aceptado permanecer en la Unión Francesa. Pero en Vietnam los nacionalistas y comunistas, bajo la conducción del legendario líder Hồ Chí Minh, habían fundado en 1941 una liga para la independencia nacional bajo el nombre de Viet Minh. Pero nueve años más tarde, después de una aplastante y humillante derrota en Điện Biên Phủ, los franceses tuvieron que retirarse de toda Indochina y el Sudeste asiático.
Un año antes el general Henri Navarre tomó el mando de las fuerzas coloniales en Vietnam, y llevó adelante un plan para atraer a los Viet Minh a una batalla abierta, donde la implacable capacidad de fuego francesa debería aniquilar las fuerzas guerrilleras. Una operación aerotransportada lanzó en el corazón del territorio enemigo una fuerte guarnición de 15 000 hombres de élite, cañones, tanques ligeros y aviones cargados de napalm. El lugar elegido resultó Điện Biên Phủ, un pueblo situado en un pequeño valle, a 300 kilómetros al oeste de Hanói, donde los franceses montaron un enorme sistema defensivo, bautizando baterías y unidades con nombres femeninos.
Pero el ejército del general Võ Nguyên Giáp había experimentado grandes avances en el reclutamiento, el entrenamiento y el aprovisionamiento, que terminaron sorprendiendo a los franceses. Los vietnamitas, maestros en el arte del camuflaje y en los trabajos de zapa, llenaron de galerías las líneas de colinas que dominaban las defensas francesas en el Este del campo atrincherado, e instalaron sus modestos 200 cañones de origen chino de tal forma que sólo la boca salía de las troneras.
En marzo comenzaron un bombardeo de tal intensidad y violencia que desconcertó a los europeos y que terminó destruyendo su pista de aterrizaje, en el pulmón de Điện Biên Phủ. De inmediato, y durante 56 días de asedio de artillería ligera entre las torrenciales lluvias monzónicas que habían convertido el campo en un lodazal, Giáp lanzaba alternativamente el asalto de su infantería, que sumaba por entonces 25 000 hombres, desde trincheras y túneles secretos que habían cavado desde los límites de la jungla. Tras caer las posiciones francesas una tras otras bajo esos asaltos masivos, los últimos bastiones y bolsones de resistencia terminaron de ser dominados el 7 de mayo de 1954.
Al día siguiente de la espectacular victoria, el brillante jefe militar recibió un telegrama de felicitaciones de Hồ. Decía: «Es en verdad una gran victoria, pero no es más que el comienzo. Firmado: Hồ Chí Minh». Efectivamente, tras la retirada francesa (nación que empezaría desde entonces a enfrentar una nueva guerra de liberación de resultado desastroso en Argelia), la intervención de consejeros norteamericanos (agentes de «guerra especial») en Vietnam, que se había iniciado apenas finalizada la guerra de Corea, comenzó una escalada, que culminaría en 1965 con el compromiso total de las fuerzas militares sobre el teatro de guerra indochino y el desembarco, sólo en Vietnam del Sur, de un cuerpo expedicionario que sumaba 550 000 hombres y todos los medios bélicos disponibles.